# Catwalk '89
Catwalk '89 er en dansk dokumentarfilm fra 1989, der er instrueret af Henrik Ruben Genz og Torben Simonsen.

## Handling
Scener fra Kunsthåndværkerskolens afgangsopvisning, 1989